# Marek Jasiński
Marek Piotr Jasiński (* 10. September 1949 in Stargard Szczeciński, Polen; † 15. Februar 2010 in Cluj-Napoca, Rumänien) war ein polnischer Komponist und Hochschullehrer.

## Leben
Jasiński studierte Musikerziehung (Abschluss 1974) und Komposition (Abschluss 1979) an der Staatlichen Hochschule für Musik in Poznań (Posen) in der Klasse von Andrzej Koszewski. Seit 1981 wirkte er auch an der Filiale der Posener Akademie der Musik in Stettin. 1995 wurde er Dozent und 1999 Professor an der Fakultät für Komposition und Musiktheorie der Musikakademie „Feliks Nowowiejski“ in Bydgoszcz (Bromberg). 1999–2005 war er Dekan der Fakultät.
Jasińskis Schaffen umfasst vor allem religiös inspirierte Werke für Chor und Orchester.

## Werke (Auswahl)
- Nike für Chor und symphonisches Orchester (1980)
- De profundis für symphonisches Orchester (1982)
- Beatus Vir für Frauenchor (1987)
- Laudate Dominum für symphonisches Orchester (1987)
- Muzyka jesienna für Streicher (1988)
- Requiem für Knabenchor, gemischten Chor und symphonisches Orchester (1989)
- Oper Książę ostatni (1993)
- Dona nobis pacem für Chor und Orchester (1993)
- Psalm 100 für gemischten Chor (1994)
- Da Pacem Domine für Alt, Bariton und symphonisches Orchester (1995)
- Cantus festivus für gemischten Chor (1996)
- Psalm 150 für gemischten Chor und symphonisches Orchester (1997)
- Oratorium/Musical „Der eigensüchtige Riese“ (1999)
- Stabat Mater für gemischten und symphonisches Orchester (2002)
- Symphonie „In Principio“ für Bariton, gemischten Chor und großes Orchester (2003)
- Psalm 23 für zwei gemischte Chöre (2004)
- Symphonie „Mater Omnium Sapientia“ für Sopran, gemischten Chor, und symphonisches Orchester (2007)
- Oratorium „Ego sapientia“ für Mezzosopran, gemischten Chor und symphonisches Orchester (2009)[3]

## Andenken
Das Andenken an Marek Jasiński wird vom eigens dafür gegründeten Verein Stowarzyszenie Imienia Profesora Marka Jasińskiego mit Sitz in Szczecin (Stettin) gepflegt. Eine staatliche Musikschule in Szczecin trägt seinen Namen.